# Norbert Thimm
Norbert Thimm (Dortmund, 21 agosto 1949) è un ex cestista tedesco.

## Carriera
Con la Germania Ovest ha disputato i Campionati europei del 1971 e i Giochi olimpici di Monaco 1972.

## Palmarès
- Campionato tedesco: 5

Bayer Leverkusen: 1969-70, 1970-71, 1971-72, 1975-76, 1978-79
- Coppa di Germania: 3

Bayer Leverkusen: 1970, 1971, 1976
- Campionato spagnolo: 2

Real Madrid: 1972-73, 1973-74
- Copa del Rey: 2

Real Madrid: 1973, 1974